# Nous'che Rosenberg
W.C. (Nous'che) Rosenberg (Nuenen, 23 februari 1965) is ritmegitarist van het Rosenberg Trio. Hij wordt gezien als een van de beste ritmegitaristen ter wereld binnen de gipsyjazz.

## Levensloop
Rosenberg werd geboren in de Sintigemeenschap. Daar leerde hij het Romanes. Het Nederlands beschouwt hij als zijn tweede taal. Zijn vader is de muzikant Sani Rosenberg. Nous'che is neef van Stochelo Rosenberg en broer van Nonnie Rosenberg, de andere leden van het Rosenberg Trio. Het trio speelt voornamelijk gipsyjazz, in de traditie van Django Reinhardt. Ze traden op op alle grote jazzfestivals en werkten samen met musici als Toots Thielemans, Herman van Veen, Louis van Dijk en Jan Akkerman. Zij maakten ook de soundtrack voor de film over het leven van Django Reinhardt, Django (2017).
Nous'che speelt op een Selmer-Macaferri-gitaar met D-vormig klankgat, naar het ontwerp van gitaarbouwer Mario Maccaferri. Hij geeft les aan de Rosenberg Academie. Naast ritme spelen kan hij ook goed soleren, maar dat doet hij doorgaans alleen in huiselijke kring.
In 2000 werd Nous'che samen met Nonnie Rosenberg benoemd tot Ridder in de Orde van de Nederlandse Leeuw.